# Wimbledon 2018 (rolstoelvrouwendubbel)
Op Wimbledon 2018 speelden de rolstoelvrouwen de wedstrijden in het dubbelspel op vrijdag 13 en zaterdag 14 juli 2018 in de Londense wijk Wimbledon.

## Toernooisamenvatting
Van de titelhoudsters Yui Kamiji (Japan) en Jordanne Whiley (VK) nam de laatste niet deel, omdat zij eerder in het jaar een zoon had gekregen. Kamiji en de Nederlandse Diede de Groot waren als eerste geplaatst en wonnen de titel – in de finale versloegen zij het Duits/Britse koppel Sabine Ellerbrock en Lucy Shuker in twee sets. Het koppel De Groot / Kamiji won al eerder dubbelspeltitels, recentelijk op het Open d'Amiens – Hauts de France in Rue (Frankrijk) in oktober 2017 en op het BNP Paribas Open de France in Parijs in juni 2018.

## Geplaatste teams
| Nr. | Team                          | Resultaat    | Uitgeschakeld door            |
| --- | ----------------------------- | ------------ | ----------------------------- |
| 1.  | Diede de Groot Yui Kamiji     | winnaressen  | winnaressen                   |
| 2.  | Marjolein Buis Aniek van Koot | halve finale | Sabine Ellerbrock Lucy Shuker |

## Toernooischema
| Legenda | Legenda                  |
| ------- | ------------------------ |
| Q       | Qualifier                |
| WC      | Deelname via wildcard    |
| LL      | Lucky Loser              |
| r       | Opgave / trok zich terug |
| w/o     | Walk-over                |
| Alt     | Alternate                |
| SE      | Special Exempt           |
| PR      | Protected Ranking        |
| d       | Diskwalificatie          |

|  | eerste ronde | eerste ronde                        | eerste ronde                  | eerste ronde | eerste ronde |                           |   | finale | finale | finale | finale | finale |
|  |              |                                     |                               |              |              |                           |   |        |        |        |        |        |
|  | 1            | Diede de Groot Yui Kamiji           | 6                             | 6            |              |                           |   |        |        |        |        |        |
|  |              | Katharina Krüger Kgothatso Montjane | 0                             | 0            |              |                           |   |        |        |        |        |        |
|  |              | Katharina Krüger Kgothatso Montjane | 0                             | 0            | 1            | Diede de Groot Yui Kamiji | 6 | 6      |        |        |        |        |
|  |              |                                     |                               |              |              | Diede de Groot Yui Kamiji | 6 | 6      |        |        |        |        |
|  |              |                                     | Sabine Ellerbrock Lucy Shuker | 1            | 1            |                           |   |        |        |        |        |        |
|  |              | Sabine Ellerbrock Lucy Shuker       | Sabine Ellerbrock Lucy Shuker | 1            | 1            | 3                         | 6 | 6      |        |        |        |        |
|  |              | Sabine Ellerbrock Lucy Shuker       |                               |              |              | 3                         | 6 | 6      |        |        |        |        |
|  | 2            | Marjolein Buis Aniek van Koot       | 6                             | 4            | 4            |                           |   |        |        |        |        |        |